# Graphicoptila dissociata
Graphicoptila dissociata är en fjärilsart som beskrevs av Edward Meyrick 1922. Graphicoptila dissociata ingår i släktet Graphicoptila och familjen äkta malar. Inga underarter finns listade i Catalogue of Life.